# Altlechtern
Altlechtern ist ein Weiler in der Gemarkung Fürth der Gemeinde Fürth im Odenwald im südhessischen Landkreis Bergstraße. Sein Bestehen ist seit 1094 belegt. Er wird in den alten Dokumenten als eigener Ort geführt, war jedoch immer ein Teil von Fürth.

## Geographische Lage
Altlechtern liegt an einem Zufluss des Steinbachs, einem linken südlichen Zufluss der Weschnitz im Vorderen Odenwald östlich der Kerngemeinde Fürth nahe Hammelbach. Der in einem Taleinschnitt gelegene Weiler wird von einer landwirtschaftlich genutzten Fläche umgeben, die wiederum von einem Waldgürtel umgeben ist.
Die nächstgelegenen Ortschaften sind die Kerngemeinde Fürth im Westen, der Ortsteil Kröckelbach im Nordwesten, der Ortsteil Weschnitz im Nordosten und der Grasellenbacher Ortsteil Hammelbach im Südosten.

## Geschichte
Altlechtern entstand im Gebiet der ehemaligen „Mark Heppenheim“, die einen Verwaltungsbezirk des Frankenreichs bezeichnete. Am 20. Januar 773 schenkte Karl der Große die heutige Stadt Heppenheim nebst dem zugehörigen Bezirk, der ausgedehnten „Mark Heppenheim“, dem Reichskloster Lorsch. Von hier wurde die Urbarmachung und Besiedlung des Gebietes betrieben. Der Blütezeit des Klosters Lorsch, in dessen Gebiet Altlechtern lag, folgte im 11. und 12. Jahrhundert sein Niedergang. 1232 wurde Lorsch dem Erzbistum Mainz unterstellt. 1461 verpfändet dann Kurmainz diese Besitzungen an die Kurpfalz. Diese wechselte 1556 zum Protestantischen Glauben und hob 1564 das Kloster auf.
Die erste urkundliche Erwähnung von Altlechtern findet sind unter dem Namen Aldenlehter im Lorscher Codex, einem Güterverzeichnis der Abtei, aus dem Jahr 1094. Hier werden vier Hubengüter genannt, die zum Hof des Klosters Lorsch in Fürth (villicatio Fürth) gehörten.
Eine weitere Erwähnung findet sich aus dem Jahr 1405, als Erzbischof Johann von Mainzdev Schenk Eberhard von Erbach mit 10 Schilling Hellergült von den Alten Lichtern belehnte.
1267 wird erstmals ein Burggraf auf der Starkenburg (über Heppenheim) genannt, der auch das „Amt Starkenburg“, zu dem Altlechtern zählte, verwaltete. Als Gericht und untergeordnete Verwaltungseinheit entwickelte sich die Zent Fürth, deren älteste erhalten gebliebene Beschreibung aus dem Jahr 1613 stammt. Die „Zent Fürth“ war eine der wenigen Zenten die auch die Hohe Gerichtsbarkeit (auch Blutgerichtsbarkeit) ausüben durften. Altlechtern unterstand der Pfarrei in Fürth und gehörte zum Bensheimer (auch Bergsträßer) Landkapitel.
Die weitere Geschichte teilt sich Altlechtern mit Fürth, von wo es immer verwaltet wurde. (siehe dazu die Geschichte Fürths)
In den Historischen Dokumenten wird Altlechtern noch vielfach als zur Fürth gehöriger Weiler erwähnt. So in der Historisch-topographisch-statistische Beschreibung des Fürstenthums Lorsch, oder Kirchengeschichte des Oberrheingaues von 1812 als Ort der „Zent Fürth“:

„Altlechtern (Altenechter) ein kleiner Weile von 2 (vor Alteis 4) Huben mit 3 Wohngebäuden und 23 Selen.“

Nach dem Übergang an das Großherzogtum Hessen wurde Altlechtern 1821 bei der Gründung des Landratsbezirks Lindenfels als von der Bürgermeisterei in Fürth verwalteter Ort genannt und 1829 berichtete die Statistisch-topographisch-historische Beschreibung des Großherzogthums Hessen:

„Altlechtern (L. Bez. Lindenfels) Weiler; liegt 1 3/4 St von Lindeufels und besteht aus 2 Häusern und 22 kath. Einwohnern. Der Ort war mainzisch und kam 1802 an Hessen.“

Nach dem im Großherzogtum Hessen Kreise gebildet wurden, schreibt 1845 das Neuestes und gründlichstes alphabetisches Lexicon der sämmtlichen Ortschaften der deutschen Bundesstaaten:

„Altlechtern b. Fürth. – Höfe, zur kathol. Pfarrkirche zu Fürth gehörig. – 2 H. 22 kathol. E. - Großherzogth. Hessen. — Provinz Starkenburg. — Kreis Heppenheim. — Landgericht Fürth. — Hofger. Darmstadt. — Der Ort war früher Mainzisch und kam im Jahre 1802 an Hessen.“

Heute befindet sich in dem Weiler ein Ausflugslokal.

## Verkehr
Für den überörtlichen Verkehr kann Altlechtern über die Kreisstraße K 25 (Steinbacher Straße), die an der Kirche in Fürth von der als Siegfriedstraße bekannten Bundesstraße 460 Richtung Südosten abzweigt, erreicht werden. Schon nach wenigen Metern zweigt dann die Gemeindeverbindungsstraße Erzbergstraße ab und führt nach Altlechtern.